# Tramwaje w Lahti
Tramwaje w Lahti – niezrealizowany system komunikacji tramwajowej w fińskim mieście Lahti.

## Historia
Plan budowy systemu tramwajowego w Lahti powstał w 1907 wówczas linia miała połączyć port z dworcem kolejowym. Projektu niezrealizowano z powodu zbyt dużych kosztów jakie by musiało ponieść miasto. Idea budowy tramwajów w Lahti powróciła w 1917 kiedy to projektowano dwie linie, jedną na plażę, a drugą do portu. Jednak i tego projektu nigdy nie zrealizowano.